# 爪哇野牛
爪哇野牛（学名：Bos javanicus），别名白臀野牛，牛的一种，生活在南亚和东南亚。

## 特征
爪哇野牛体形似黄牛，肩高160厘米，体长230厘米，体重500－810公斤，尾长65－70厘米。臀部有一独特的、圆盘状白斑。和印度野牛一样，爪哇野牛的四肢膝盖以下的毛也是白色。

## 习性
爪哇野牛一般独居或2-3头同栖，有时会组成有20-30只的大群，以草、竹子、野果、树叶和树枝为食。

## 繁殖
孕期7-8个月。每年春末夏初产崽，每胎1崽；哺乳期6-9个月；2-3岁性成熟。寿命20年。

## 分布
爪哇野牛分部在缅甸、泰国、柬埔寨、老挝、越南、婆罗洲、爪哇岛和巴厘岛、中国西双版纳勐腊县。1849年被引入北澳大利亚。栖息于南亚和东南亚的热带雨林中。

## 馴化
不可馴化